# Gabriel Lippmann
Pour les articles homonymes, voir Lippmann.
Jonas Ferdinand Gabriel Lippmann, né le 16 août 1845 à Bonnevoie (Luxembourg) et mort le 12 juillet 1921 à bord du paquebot France, est un physicien luxembourgeois et français. Il est lauréat du prix Nobel de physique de 1908 « pour sa méthode de reproduction des couleurs en photographie, basée sur le phénomène d'interférence ». Sa découverte permet la reconstitution intégrale de l’ensemble des longueurs d’onde réfléchies par un objet.

## Biographie

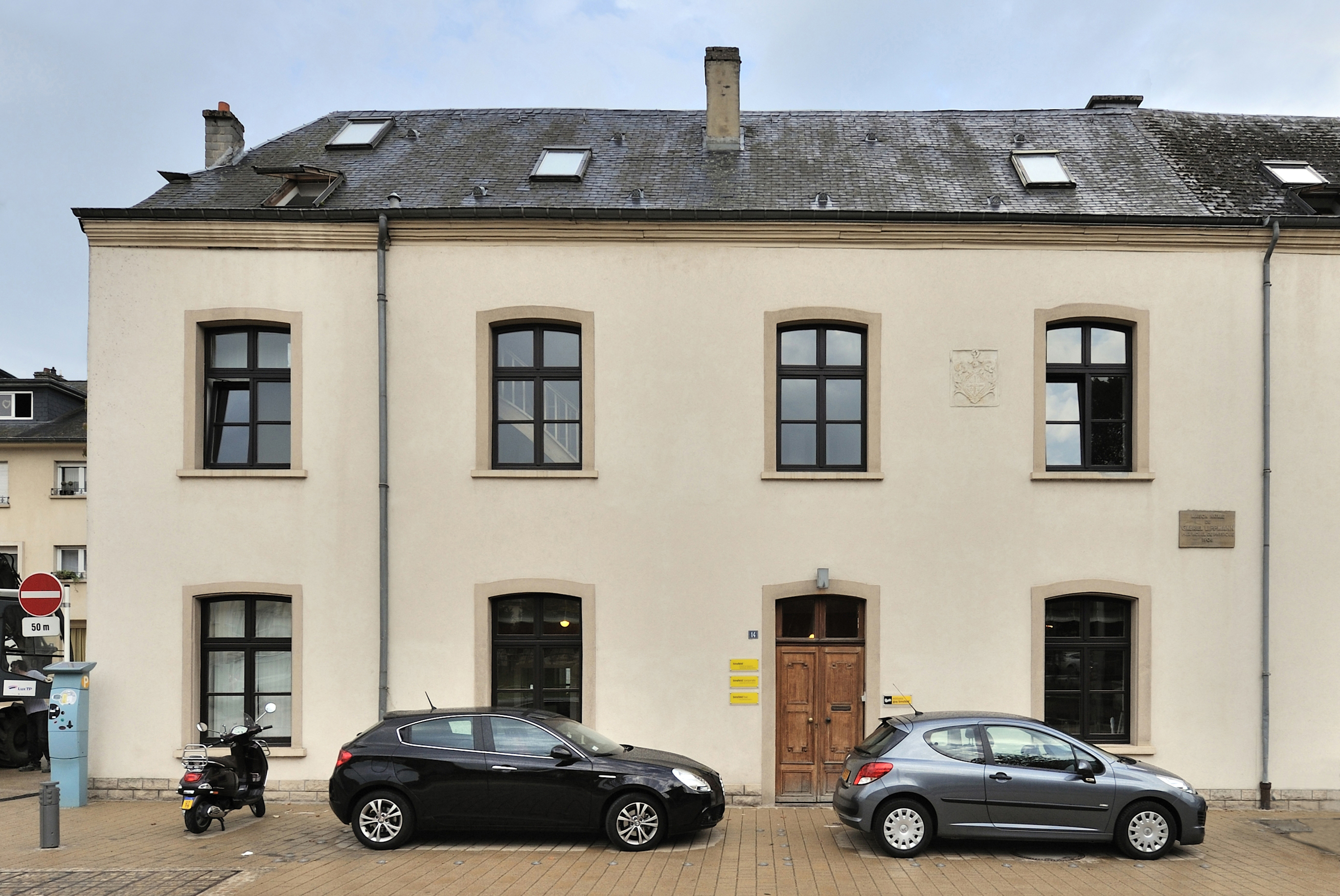
La maison natale de Gabriel Lippmann à Luxembourg-Bonnevoie, en 2011.

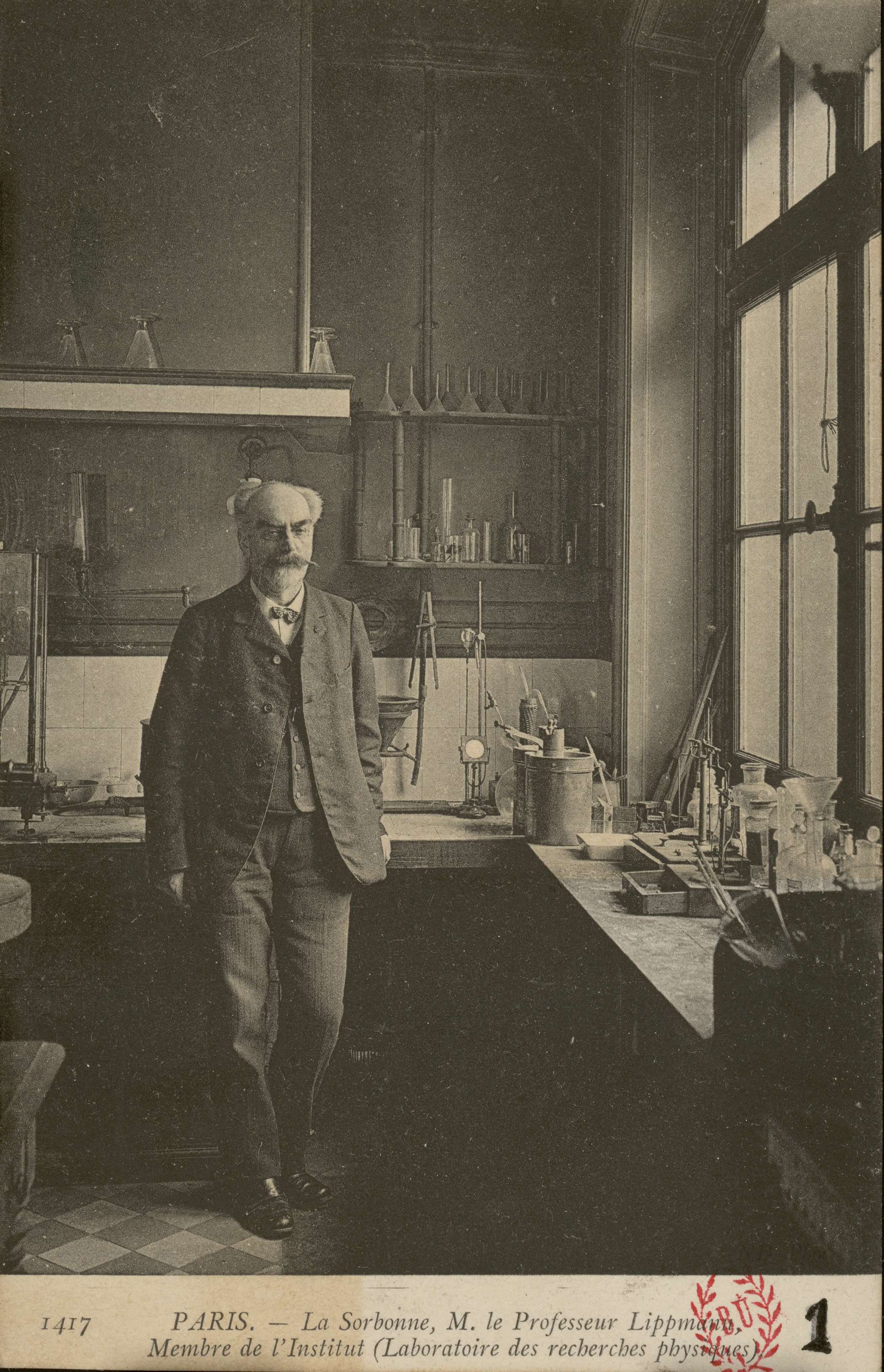
Le professeur Lippmann dans le laboratoire des recherches physiques de la Sorbonne (Bibliothèque de la Sorbonne, NuBIS)

Issu d'une famille française (père lorrain et mère alsacienne, tous deux juifs), Gabriel Lippmann naît à Bonnevoie (commune de Hollerich) au Luxembourg. Il fait ses études à Paris, au lycée Napoléon (actuellement lycée Henri-IV), où Charles d'Alméida, son professeur de sciences physiques, lui donne le goût des sciences, puis à l'École normale supérieure, où il entre en 1868. Élève brillant mais indiscipliné, il échoue au concours d'agrégation. Son parcours scolaire ne fut pas très réussi, parce qu'il s'est concentré seulement sur les disciplines qui l'intéressaient et a négligé les autres. Il part alors en Allemagne, en 1872, pour une mission scientifique officielle et travaille avec Kühne et Kirchhoff à Heidelberg et avec Helmholtz à Berlin. Il commence alors ses recherches sur les phénomènes électrocapillaires.
Lippmann rentre à Paris au début de 1875, et, le 24 juillet, soutient devant la Faculté des sciences de Paris sa thèse pour le doctorat ès sciences intitulée Relations entre les phénomènes électriques et capillaires. Sa thèse fit sensation et il rejoint alors en tant qu'attaché le laboratoire de recherches physiques de la faculté des sciences de Paris dirigé par Jules Jamin, jusqu'à sa nomination comme maître de conférences à la faculté des sciences de Paris en 1878.
En 1881, il prédit l'effet piézoélectrique inverse, un champ électrique appliqué à certaines faces de corps cristallisés produit une déformation de ce corps, un an après que les frères Curie eurent fait connaître l'effet direct.
En 1883, il est nommé professeur titulaire de la chaire de calcul des probabilités et de physique mathématique à la Faculté des sciences de Paris, succédant à Charles Briot, puis en 1886 professeur de physique générale et directeur du laboratoire des recherches physiques, à la mort de Jules Jamin. La même année, il est élu à l’Académie des sciences, en remplacement de Paul Desains (G. Lippmann 31 voix, Henri Becquerel 20 voix), académie qu'il présida en 1912. Lippmann s'occupe du transfert du laboratoire des recherches physiques dans les nouveaux bâtiments de la Sorbonne. En 1893, on compte 25 chercheurs au sein du laboratoire, dont Émile Amagat, Anatole Leduc et Marie Curie. 
Il est président d'honneur de la Société française de photographie de 1897 à 1899, succédant à Étienne-Jules Marey, et participe à la création de l'Institut d'optique théorique et appliquée (SupOptique). Il est président de la Société astronomique de France de 1903 à 1904. 
Lippmann a travaillé dans de nombreux domaines comme l'électricité, la thermodynamique, l'optique et la photochimie. À Heidelberg, il a étudié le rapport entre les phénomènes électriques et les phénomènes capillaires. Il est à l'origine de l'invention de l’électromètre capillaire, utilisé dans les premiers électrocardiographes, et du coelostat, instrument compensant la rotation de la Terre et permettant de photographier une région du ciel rendue apparemment fixe.
Il a inventé le procédé de photographie en couleurs Lippmann, qui reste à ce jour (2006) le seul à pouvoir fixer l'ensemble des couleurs du spectre au lieu d'en faire une décomposition trichrome (qui pour sa part est irréversible). Le procédé, qui fixe les franges d'interférence de la lumière, est onéreux (usage de mercure) et demande un important temps de pose, mais n'a pas été à ce jour (2006) dépassé en qualité. Il reste en particulier le seul à permettre une analyse chromatographique complète a posteriori des couleurs fixées, ce qui est par nature impossible avec les procédés trichromes.
Le Centre de recherche public Gabriel Lippmann au Luxembourg a été nommé ainsi en son honneur. On peut voir une photographie Lippmann au Palais de la découverte, section d'optique (premier étage).
La vie de Gabriel Lippmann et son invention de la photographie interférentielle sont au cœur du roman d'Isabelle Bergoënd, physicienne spécialiste d'optique : Le Dagobert optique, éditions Thierry Marchaisse, 2015.

## Photographie

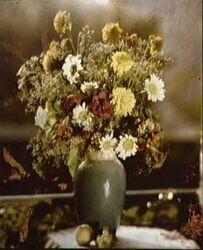
Nature morte (1891-1899), photographie couleur réalisée par Gabriel Lippmann.

Le professeur Lippmann avait développé la théorie générale de son procédé de reproduction photographique des couleurs en 1886 mais elle ne fut présentée qu'en 1891. Ce procédé repose sur une méthode interférentielle. En 1893, il pouvait présenter à l'académie des photographies prises par les frères Lumière dans lesquelles les couleurs étaient produites avec un orthochromatisme excellent. Il a publié sa théorie complète en 1894. Pour fixer les couleurs, il utilise une plaque de verre recouverte d’une émulsion photosensible à base de nitrate d'argent et de bromure de potassium. Lors de la prise de vue, la couche sensible est placée au contact de mercure. À la surface du mercure se forment des ondes stationnaires qui font réagir la couche sensible selon des minima et des maxima d'intensité correspondant aux ventres et aux nœuds des ondes stationnaires. Permettant ainsi de reproduire les couleurs de manière directe, et non indirecte comme on le fait avec la synthèse trichrome couramment utilisée aujourd'hui.
Ce procédé ne doit pas être confondu avec celui des autochromes des mêmes frères Lumière, plus connus, et qui nous ont offert des images en couleurs de la fin du XIXe siècle. Ce dernier procédé fonctionnait pour sa part avec des pigments.
Lippmann a aussi inventé le procédé de photographie intégrale, en relief, sublimant le concept de stéréoscopie, à partir d'un réseau lenticulaire fait de lenticules sphériques, permettant ainsi à chacun des yeux de l'observateur de ne voir que la partie de la plaque photographique sur laquelle était enregistrée un point de vue différent sur le sujet. Lippmann a exposé la théorie de la photographie intégrale à l’Académie des sciences en mars 1908. Elle devait se présenter telle « une fenêtre ouverte sur la réalité », donnant à voir les objets en relief ainsi qu'une perspective changeante lorsque le spectateur se déplace. La photographie intégrale était irréalisable en 1908 en raison du manque de matériaux convenables à la fabrication d’un réseau lenticulaire aux qualités optiques requises.
Cependant, la même année, l'ingénieur opticien Rodolphe Berthon s'emploie à mettre en pratique ce concept ; il va tenter durant plus de vingt ans de recherches, de développer la pellicule en couleurs, à travers le procédé Dorian-Keller.
Dans les années 1920, elle a été partiellement mise en œuvre par le mathématicien Eugène Estanave et par Louis Lumière.  Elle est fondatrice des recherches sur la photographie autostéréoscopique.

## Distinctions
- En 1897, Gabriel Lippmann reçut la médaille du progrès de la Royal Photographic Society[14] ;
- Prix Nobel de physique en 1908 ;
- Grand officier de la Légion d'honneur en 1919[3]

## Œuvres
- Gabriel Lippmann, Cours de thermodynamique : professé pendant le premier semestre 1885-1886, Paris, Association amicale des élèves et anciens élèves de la Faculté des sciences de Paris, 1886 (lire en ligne)
- Gabriel Lippmann, Journal de physique théorique et appliquée. Avec Joseph Charles d'Almeida, Edmond Bouty, Alfred Cornu, Éleuthère Mascart, Alfred Potier. Paris, Bureau du journal de physique, 1872-1919. Texte en ligne disponible sur LillOnum